# Grammy Awards 1991
Am 20. Februar 1991 fand die 33. Verleihung des Grammy statt. Mit dem US-amerikanischen Musikpreis wurden bei den Grammy Awards 1991 Auszeichnungen in 77 Kategorien aus 25 Feldern verteilt. Vier weitere Ehren-Grammys gab es für das Lebenswerk von Künstlern.

## Hauptkategorien
Single des Jahres (Record of the Year):
- "Another Day in Paradise" von Phil Collins

Album des Jahres (Album of the Year):
- Back on the Block von Quincy Jones

Song des Jahres (Song of the Year):
- "From A Distance" von Bette Midler (Autor: Julie Gold)

Bester neuer Künstler (Best New Artist):
- Mariah Carey

## Pop
Beste weibliche Gesangsdarbietung – Pop (Best Pop Vocal Performance, Female):
- "Vision of Love" von Mariah Carey

Beste männliche Gesangsdarbietung – Pop (Best Pop Vocal Performance, Male):
- "Oh Pretty Woman" von Roy Orbison (posthum: † 1988)

Beste Darbietung eines Duos oder einer Gruppe mit Gesang – Pop (Best Pop Performance By A Duo Or Group With Vocals):
- "All My Life" von Aaron Neville & Linda Ronstadt

Beste Instrumentaldarbietung – Pop (Best Pop Instrumental Performance):
- "Twin Peaks Theme" von Angelo Badalamenti

## Rock
Beste weibliche Gesangsdarbietung – Rock (Best Female Rock Vocal Performance):
- "Black Velvet" von Alannah Myles

Beste männliche Gesangsdarbietung – Rock (Best Male Rock Vocal Performance):
- "Bad Love" von Eric Clapton

Beste Darbietung eines Duos oder einer Gruppe mit Gesang – Rock (Best Rock Performance By A Duo Or Group With Vocals):
- "Janie's Got A Gun" von Aerosmith

Beste Hard-Rock-Darbietung (Best Hard Rock Performance):
- Time's Up von Living Colour

Beste Metal-Darbietung (Best Metal Performance):
- "Stone Cold Crazy" von Metallica

Beste Darbietung eines Rockinstrumentals (Best Rock Instrumental Performance):
- "D/FW" von den Vaughan Brothers

## Alternative
Bestes Alternative-Album (Best Alternative Music Album):
- I Do Not Want What I Haven’t Got von Sinéad O’Connor (Grammy nicht angenommen)

## Rhythm & Blues
Beste weibliche Gesangsdarbietung – R&B (Best R&B Vocal Performance, Female):
- Compositions von Anita Baker

Beste männliche Gesangsdarbietung – R&B (Best R&B Vocal Performance, Male):
- "Here And Now" von Luther Vandross

Beste Darbietung eines Duos oder einer Gruppe mit Gesang – R&B (Best R&B Performance By A Duo Or Group With Vocals):
- "I'll Be Good To You" von Ray Charles & Chaka Khan

Bester R&B-Song (Best R&B Song):
- "U Can’t Touch This" von MC Hammer (Autoren: Stanley Burrell, Rick James, Alonzo Miller)

## Rap
Beste Solodarbietung – Rap (Best Rap Solo Performance):
- "U Can’t Touch This" von MC Hammer

Beste Darbietung eines Duos oder einer Gruppe – Rap (Best Rap Performance By A Duo Or Group):
- "Back on the Block" von Big Daddy Kane, Ice-T, Kool Moe Dee, Melle Mel, Quincy D. III & Quincy Jones

## Country
Beste weibliche Gesangsdarbietung – Country (Best Country Vocal Performance, Female):
- Where've You Been von Kathy Mattea

Beste männliche Gesangsdarbietung – Country (Best Country Vocal Performance, Male):
- When I Call Your Name von Vince Gill

Beste Countrydarbietung eines Duos oder einer Gruppe (Best Country Performance By A Duo Or Group With Vocal):
- Pickin' On Nashville von den Kentucky Headhunters

Beste Zusammenarbeit mit Gesang – Country (Best Country Vocal Collaboration):
- Poor Boy Blues von Chet Atkins & Mark Knopfler

Bestes Darbietung eines Countryinstrumentals (Best Country Instrumental Performance):
- So Soft, Your Goodbye von Chet Atkins & Mark Knopfler

Bester Countrysong (Best Country Song):
- Where've You Been von Kathy Mattea (Autoren: Don Henry, Jon Vesner)

Bestes Bluegrass-Aufnahme (Best Bluegrass Recording):
- I've Got That Old Feeling von Alison Krauss

## New Age
Beste New-Age-Darbietung (Best New Age Performance):
- Mark Isham von Mark Isham

## Jazz
Beste Jazz-Gesangsdarbietung, weiblich (Best Jazz Vocal Performance, Female):
- All That Jazz von Ella Fitzgerald

Beste Jazz-Gesangsdarbietung, männlich (Best Jazz Vocal Performance, Male):
- We Are In Love von Harry Connick junior

Beste Jazz-Instrumentaldarbietung, Solist (Best Jazz Instrumental Performance, Soloist):
- The Legendary Oscar Peterson Trio Live At The Blue Note von Oscar Peterson

Beste Jazz-Instrumentaldarbietung, Gruppe (Best Jazz Instrumental Performance, Group):
- The Legendary Oscar Peterson Trio Live At The Blue Note vom Oscar Peterson Trio

Beste Jazz-Instrumentaldarbietung, Big Band (Best Jazz Instrumental Performance, Big Band):
- Basie's Bag von Frank Foster

Beste Jazz-Fusion-Darbietung (Best Jazz Fusion Performance):
- Birdland von Quincy Jones

## Gospel
Bestes Pop-Gospelalbum (Best Pop Gospel Album):
- Another Time... Another Place von Sandi Patti

Bestes zeitgenössisches / Rock-Gospelalbum (Best Rock / Contemporary Gospel Album):
- Beyond Belief von Petra

Bestes traditionelles Soul-Gospelalbum (Best Traditional Soul Gospel Album):
- Tramaine Hawkins Live von Tramaine Hawkins

Bestes zeitgenössisches Soul-Gospelalbum (Best Contemporary Soul Gospel Album):
- So Much 2 Say von Take 6

Bestes Southern-Gospelalbum (Best Southern Gospel Album):
- The Great Exchange von Bruce Carroll

Bestes Gospelchor-Album (Best Gospel Album By A Choir Or Chorus):
- Having Church vom Southern California Community Choir unter Leitung von James Cleveland

## Latin
Beste Latin-Pop-Darbietung (Best Latin Pop Performance):
- ¿Por que te tengo que olvidar? von José Feliciano

Beste Tropical-Latin-Darbietung (Best Tropical Latin Performance):
- Lambada timbales von Tito Puente

Beste Mexican-American-Darbietung (Best Mexican-American Performance)
- Soy de San Luis von den Texas Tornados

## Blues
Beste traditionelle Blues-Aufnahme (Best Traditional Blues Recording):
- Live At San Quentin von B. B. King

Beste zeitgenössische Blues-Aufnahme (Best Contemporary Blues Recording):
- Family Style von Jimmie Vaughan & Stevie Ray Vaughan

## Folk
Bestes traditionelles Folkalbum (Best Traditional Folk Album):
- On Praying Ground von Doc Watson

Beste zeitgenössische Folk-Aufnahme (Best Contemporary Folk Recording):
- Steady On von Shawn Colvin

## Reggae
Beste Reggae-Aufnahme (Best Reggae Recording):
- Time Will Tell – A Tribute To Bob Marley von Bunny Wailer

## Polka
Beste Polka-Aufnahme (Best Polka Recording):
- When It's Polka Time At Your House von Jimmy Sturr

## Für Kinder
Beste Aufnahme für Kinder (Best Recording For Children):
- The Little Mermaid von verschiedenen Interpreten (Musik: Alan Menken, Text: Howard Ashman)

## Sprache
Beste gesprochene oder Nicht-Musik-Aufnahme (Best Spoken Word Or Non-musical Recording):
- Gracie – A Love Story von George Burns

## Comedy
Beste Comedy-Aufnahme (Best Comedy Recording):
- Oedipus Tex and Other Choral Calamities von P. D. Q. Bach

## Musical Show
Bestes Musical-Show-Cast-Album (Best Musical Show Cast Album):
- Les Misérables – The Complete Symphonic Recording von den Musicaldarstellern und Gary Morris (Produzent: David Caddick)

## Komposition / Arrangement
Beste Instrumentalkomposition (Best Instrumental Composition):
- Change Of Heart von Roy Haynes, Dave Holland & Pat Metheny (Komponist: Pat Metheny)

Bestes Instrumentalarrangement (Best Arrangement On An Instrumental):
- Birdland von Quincy Jones (Arrangeure: Jerry Hey, Quincy Jones, Ian Prince, Rod Temperton)

Bestes Instrumentalarrangement mit Gesangsbegleitung (Best Instrumental Arrangement Accompanying Vocal(s)):
- The Places You Find Love von Siedah Garrett & Chaka Khan (Arrangeure: Glen Ballard, Jerry Hey, Quincy Jones, Clif Magness)

Bester Song geschrieben speziell für Film oder Fernsehen (Best Song Written Specifically For A Motion Picture Or Television):
- Under the Sea von verschiedenen Interpreten (Musik: Alan Menken, Text: Howard Ashman)

Beste Instrumentalkomposition geschrieben für Film oder Fernsehen (Best Instrumental Composition Written For A Motion Picture Or For Television):
- Glory von James Horner und dem Boys Choir of Harlem (Komponist: James Horner)

## Packages und Album-Begleittexte
Bestes Album-Paket (Best Album Package):
- Days Of Open Hand von Suzanne Vega (Künstlerische Leitung: Jeffrey Gold, Len Peltier, Suzanne Vega)

Bester Album-Begleittext (Best Album Notes):
- Brownie – The Complete Emacy Recording von Clifford Brown (Verfasser: Dan Morgenstern)

## Historische Aufnahmen
Bestes historisches Album (Best Historical Album):
- Robert Johnson – The Complete Recordings (Produzenten: Lawrence Cohn, Stephen Lavere)

## Produktion und Technik
Beste technische Aufnahme, ohne klassische Musik (Best Engineered Recording, Non-Classical):
- Back on the Block von Quincy Jones (Technik: Bruce Swedien)

Beste technische Klassikaufnahme (Best Engineered Recording, Classical):
- Sergei Rachmaninow: Vespers (Das große Abend- und Morgenlob) von den Robert Shaw Festival Singers unter Leitung von Robert Shaw (Technik: Jack Renner)

Produzent des Jahres (ohne Klassik) (Producer Of The Year, Non-Classical):
- Quincy Jones

Klassik-Produzent des Jahres (Classical Producer Of The Year):
- Adam Stern

## Klassische Musik
Bestes Klassik-Album (Best Classical Album):
- Ives: Symphonie Nr. 2; Gong On the Hook and Ladder; Central Park in the Dark; The Unanswered Question des New York Philharmonic unter Leitung von Leonard Bernstein

Beste Orchesterdarbietung (Best Orchestral Performance):
- Schostakowitsch: Symphonie Nr. 1 und 7 vom Chicago Symphony Orchestra unter Leitung von Leonard Bernstein

Beste Opernaufnahme (Best Opera Recording):
- Wagner: Rheingold von Richard Wagner mit Siegfried Jerusalem, Christa Ludwig, Kurt Moll, James Morris, Jan-Hendrik Rootering, Ekkehard Wlaschiha, Heinz Zednik und dem Orchester der Metropolitan Opera unter Leitung James Levine

Beste Chor-Darbietung (ohne Oper) (Best Choral Performance other than opera):
- Walton: Belshazzar's Feast / Bernstein: Chichester Psalms; Missa Brevis vom Atlanta Symphony Orchestra und Chor unter Leitung von Robert Shaw

Beste Soloinstrument-Darbietung mit Orchester (Best Classical Performance, Instrumental Soloist with Orchestra):
- Schostakowitsch: Violinkonzert Nr. 1 in A-Moll; Glasunow: Violinkonzert in A-Moll von Itzhak Perlman und dem Israel Philharmonic Orchestra unter Leitung von Zubin Mehta

Beste Soloinstrument-Darbietung ohne Orchester (Best Classical Performance, Instrumental Soloist without Orchestra):
- The Last Recording von Vladimir Horowitz

Beste Kammermusik- oder andere Kleinensemble-Darbietung (Best Chamber Music or Other Small Ensemble Performance):
- Brahms: Die drei Violinsonaten von Daniel Barenboim und Itzhak Perlman

Beste klassische Gesangsdarbietung (Best Classical Vocal Performance):
- Carreras, Domingo, Pavarotti In Concert von José Carreras, Plácido Domingo, Luciano Pavarotti und dem Orchestra del Maggio Musicale unter Leitung von Zubin Mehta

Beste zeitgenössische klassische Komposition (Best Classical Contemporary Composition):
- Arias & Barcarolles von Judy Kaye & William Sharp (Komponist: Leonard Bernstein)

## Musikvideo
Bestes Musik-Kurzvideo (Best Short Form Music Video):
- "Opposites Attract" von Paula Abdul

Bestes Musik-Langvideo (Best Long Form Music Video):
- Please Hammer Don't Hurt 'Em – The Movie von MC Hammer

## Special Merit Awards

### Grammy Lifetime Achievement Award
- Bob Dylan
- John Lennon
- Kitty Wells
- Marian Anderson

Trustees Award
- Milt Gabler
- Berry Gordy
- Sam Phillips